# Gagarin Cup
Gagarin Cup, Gagarinpokalen, ryska Кубок Гагарина, Kubok Gagarina, är vinnartrofén i Kontinental Hockey League (KHL), en ishockeyliga bildad 2008 i Eurasien, som avgjordes den första säsongen (2008/2009) mellan 24 lag. Cupens motsvarighet i den nordamerikanska hockeyligan, NHL, är Stanley Cup.
Trofén är uppkallad efter kosmonauten Jurij Gagarin, den första människan i rymden. Den sjunde och avgörande matchen i finalspelet var under första säsongen planerad till den 12 april, årsdagen för Jurij Gagarins rymdresa 1961. 
Efter slutet av KHL:s grundserie deltar sexton lag i slutspelet. Åttondelsfinaler, kvartsfinaler, semifinaler och final avgörs samtliga i bäst av sju matcher, där vinnaren av finalen får Gagarin Cup.

## Vinnare av Gagarin Cup
| År   | Vinnare                                                     | Finalmotståndare       | Mat. |
| ---- | ----------------------------------------------------------- | ---------------------- | ---- |
| 2009 | Ak Bars Kazan                                               | Lokomotiv Jaroslavl    | 4-3  |
| 2010 | Ak Bars Kazan                                               | Dynamo Moskva          | 4-3  |
| 2011 | Salavat Julajev Ufa                                         | Atlant Mytisjtji       | 4-1  |
| 2012 | Dynamo Moskva                                               | Avangard Omsk          | 4-1  |
| 2013 | Dynamo Moskva                                               | Traktor Tjeljabinsk    | 4-2  |
| 2014 | Metallurg Magnitogorsk                                      | HC Lev Prag            | 4-3  |
| 2015 | SKA Sankt Petersburg                                        | Ak Bars Kazan          | 4-1  |
| 2016 | Metallurg Magnitogorsk                                      | CSKA Moskva            | 4-3  |
| 2017 | SKA Sankt Petersburg                                        | Metallurg Magnitogorsk | 4-1  |
| 2018 | Ak Bars Kazan                                               | CSKA Moskva            | 4-1  |
| 2019 | CSKA Moskva                                                 | Avangard Omsk          | 4-0  |
| 2020 | Slutspelet avbrutet och inställt på grund av Coronapandemin |                        |      |
| 2021 | Avangard Omsk                                               | CSKA Moskva            | 4-2  |
| 2022 | Metallurg Magnitogorsk                                      | CSKA Moskva            | 3-4  |
| 2023 | Ak Bars Kazan                                               | CSKA Moskva            | 3-4  |
| 2024 | Metallurg Magnitogorsk                                      | Lokomotiv Jaroslavl    | 4-0  |

## Svenskar som vunnit Gagarin Cup
Källa: 
Som spelare
- 2008/2009 Tony Mårtensson, Ak Bars Kazan
- 2010/2011 Erik Ersberg och Robert Nilsson, Salavat Julajev Ufa
- 2014/2015 Jimmie Ericsson och Tony Mårtensson, SKA Sankt Petersburg
- 2016/2017 Patrik Hersley, SKA Sankt Petersburg
- 2017/2018 Anton Lander, Ak Bars Kazan
- 2018/2019 Lars Johansson och Klas Dahlbeck, CSKA Moskva
- 2021/2022 Adam Reideborn, Klas Dahlbeck, Lucas Wallmark och Joakim Nordström, CSKA Moskva

Som tränare
- 2013/2014 Tomas Bjuhr, Metallurg Magnitogorsk